# Microhyla heymonsi
Microhyla heymonsi är en groddjursart som beskrevs av Vogt 1911. Microhyla heymonsi ingår i släktet Microhyla och familjen Microhylidae. IUCN kategoriserar arten globalt som livskraftig. Inga underarter finns listade i Catalogue of Life.